# Imperial Logistics

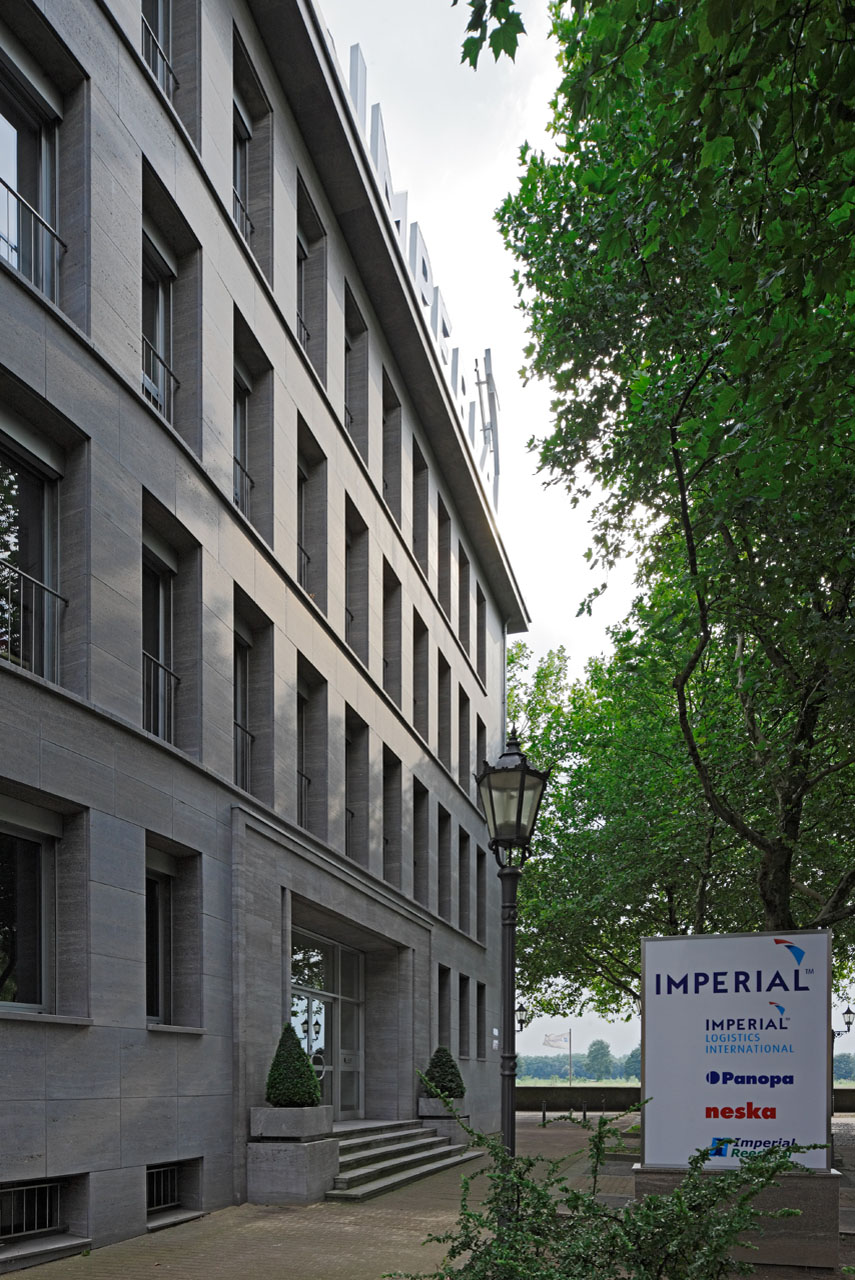
Konzernzentrale in Duisburg

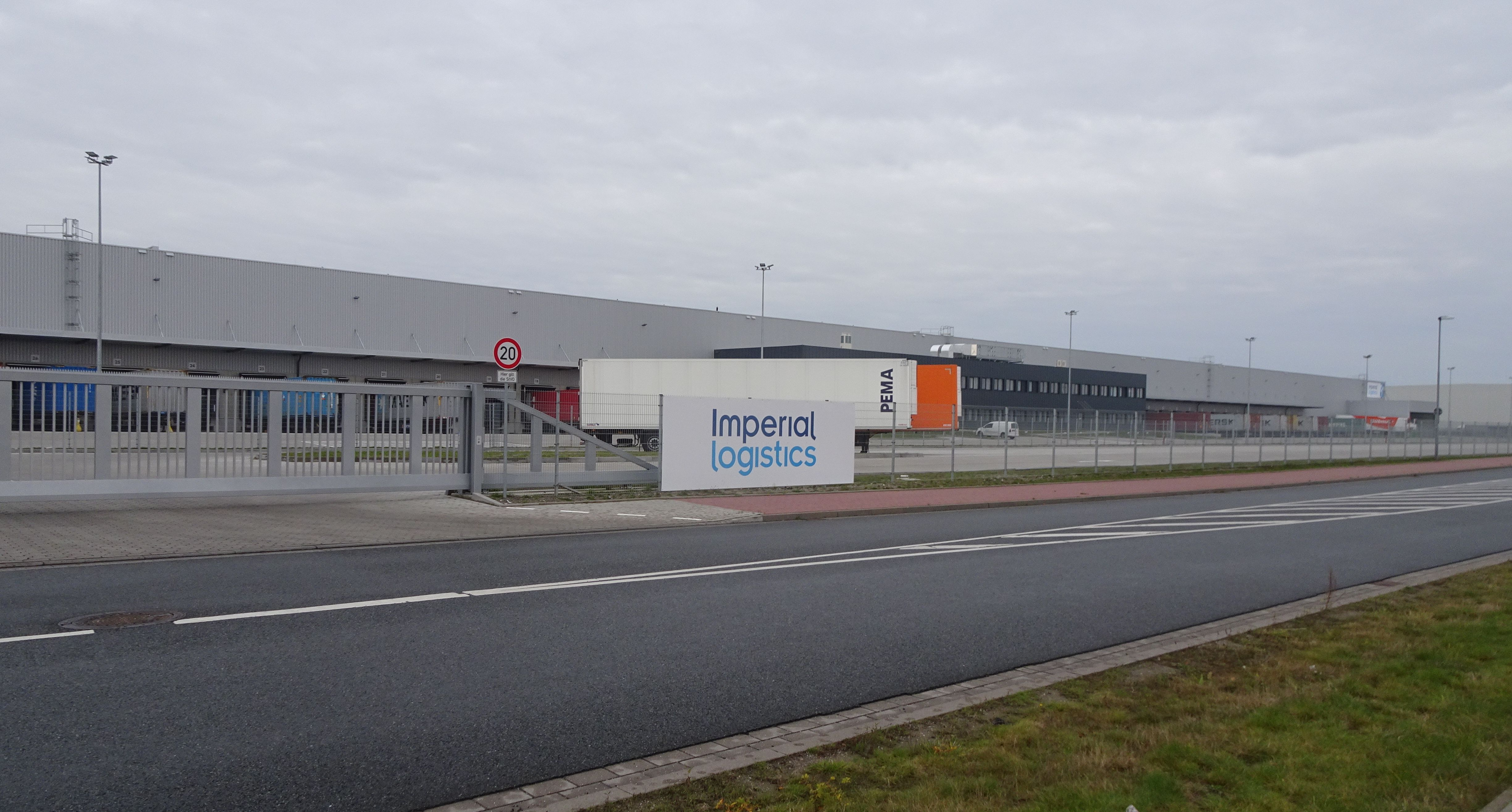
Lagerhalle am JadeWeserPort in Wilhelmshaven

Die Imperial Logistics International B.V. & Co. KG ist ein internationales Logistik-Unternehmen mit Sitz in Duisburg, Nordrhein-Westfalen. Die Geschäftstätigkeiten des Unternehmens sind in die zwei Divisionen Imperial Transport Solutions und Imperial Supply Chain Solutions gegliedert.

## Geschichte
1990 fasste der Krupp-Konzern, heute ThyssenKrupp, seine Aktivitäten im Logistiksegment unter der nestrans Logistik GmbH zusammen. Im Zuge der Fusion mit Thyssen und der Konzentration auf sein Kerngeschäft verkaufte der Stahlkonzern die nestrans Logistik GmbH zum 1. Oktober 1999 an die Imperial Holdings Ltd., Südafrika. Hieraus entstand die Imperial Logistics International GmbH und Co. KG mit Sitz in Duisburg als 100-prozentige Holdingtochter. Mit Übernahme der nestrans GmbH erwarb Imperial gleichzeitig weitere Rechtseinheiten und Beteiligungen der nestrans GmbH. Dazu gehörten die Panopa Verkehrs GmbH, die Mehrheit an der neska Speditions- und Schiffahrtskontor GmbH, an der ThyssenKrupp mit 65 Prozent beteiligt war, die Bremer Spedition J. H. Bachmann sowie eine Beteiligung an dem Hamburger Schiffsmaklerunternehmen Brouwer Shipping & Chartering GmbH.
2003 kam es zur Übernahme von Teilen der Haniel Reederei Holding GmbH, zu der seit 1999 auch die Binnenschiffe der ehemaligen Krupp-Binnenschiffahrt gehörten. 2004 firmierte das Unternehmen in Imperial Logistics International GmbH um.
Mit Wirkung zum 1. Juni 2005 folgte die Übernahme der Kontraktlogistiksparte der Gillhuber-Gruppe, die heute zur Division Imperial Supply Chain Solutions gehört. Die Übernahme der Pohl & Co. GmbH & Co. KG sowie der Verkauf von J.H. Bachmann GmbH folgten im selben Jahr. 2007 folgte die Akquisition der Laabs GmbH sowie 2008 die Mehrheitsübernahme der FoodTankers AB und der Hansmann-Gruppe, Wolfsburg.
2012 erwarb Imperial die Lehnkering-Unternehmensgruppe, Duisburg, ein auf Chemietransporte spezialisiertes Logistikunternehmen, das eine Flotte aus Straßentankfahrzeugen und Binnentankschiffen besaß. Im selben Jahr firmierte das Unternehmen in Imperial Logistics International B.V. & Co. KG um. Zum 31. März 2016 wurde Lehnkering im Zuge der Vereinheitlichung des Imperial-Markenauftritts zu Imperial Chemical Logistics GmbH umfirmiert. Im Rahmen dieser Bündelung verschiedener Sub-Marken unter der Dachmarke „Imperial Logistics International“ sowie einer Neustrukturierung des Konzerns tragen seit 2016 sämtliche Rechtseinheiten des Konzerns den Namen Imperial in der Rechtsform. Ende 2015 übernahm das Unternehmen den niederländischen Chemielogistiker Van den Anker, der zum 1. April 2017 ebenfalls namentlich in den Konzern eingegliedert wurde. 2016 erfolgte die Übernahme des britischen Expressfracht-Anbieters Palletways.
In Europa ist Imperial mit seiner Logistiktochter Imperial Logistics International GmbH, Duisburg vertreten. Seit Februar 2022 gehört Imperial Logistics und die Tochtergesellschaften wie der Mutterkonzern Imperial Holdings vollständig zu DP World.

## Unternehmen
Nach einer Wachstumsphase durch Akquisitionen wurde im Jahr 2015 aus 40 Einzelmarken die Dachmarke Imperial Logistics International geformt und das Unternehmen in zwei Divisionen mit sieben Business Units aufgestellt:
- Division: Imperial Transport Solutions
  - Shipping
  - Road
  - Express Freight
- Division: Imperial Supply Chain Solutions
  - Automotive
  - Industrial
  - Retail & Consumer Goods
  - Chemicals